# Crasilla crypta
Crasilla crypta är en tvåvingeart som beskrevs av Borgmeier 1967. Crasilla crypta ingår i släktet Crasilla och familjen puckelflugor. Inga underarter finns listade i Catalogue of Life.